# Acrodontiella
Acrodontiella — рід грибів. Назва вперше опублікована 1995 року.

## Класифікація
До роду Acrodontiella відносять 1 вид:
- Acrodontiella fallopiae